# Championnat d'Uruguay de football 1944
Navigation
Édition précédente Édition suivante
La 42e édition du championnat d'Uruguay de football est remportée par le Club Atlético Peñarol. C’est le quinzième titre de champion du club. Peñarol l’emporte sur le Club Nacional de Football au terme de deux matchs de barrages, les deux équipes ayant terminé avec le même nombre de points le championnat. Defensor Sporting Club complète le podium. 
Un système de promotion/relégation est en place : Le dernier du championnat est automatiquement remplacé par le premier du championnat Intermedia, la deuxième division uruguayenne. Racing Montevideo est relégué en deuxième division et est remplacé par Rampla Juniors Fútbol Club qui revient dans l’élite une saison après l’avoir quittée.
Tous les clubs participant au championnat sont basés dans l’agglomération de Montevideo.
Atilio García du Nacional est avec 21 buts le meilleur buteur du championnat pour la septième année consécutive.

## Les clubs de l'édition 1944
| \| Montevideo: · Defensor · Central · Wanderers · Nacional · Peñarol · Racing Club · Sud América · Liverpool · Miramar · River Plate Montevideo \| Localisation des clubs engagés dans le championnat. |
| Montevideo: · Defensor · Central · Wanderers · Nacional · Peñarol · Racing Club · Sud América · Liverpool · Miramar · River Plate Montevideo                                                           |

| Club                             | Stade | Capacité | Ville      |
| -------------------------------- | ----- | -------- | ---------- |
| Defensor Sporting Club           | -     | -        | Montevideo |
| Central Español Fútbol Club      | -     | -        | Montevideo |
| Liverpool Fútbol Club            | -     | -        | Montevideo |
| Club Sportivo Miramar            | -     | -        | Montevideo |
| Montevideo Wanderers Fútbol Club | -     | -        | Montevideo |
| Club Nacional de Football        | -     | -        | Montevideo |
| Club Atlético Peñarol            | -     | -        | Montevideo |
| Racing Club de Montevideo        | -     | -        | Montevideo |
| Club Atlético River Plate        | -     | -        | Montevideo |
| Institución Atlética Sud América | -     | -        | Montevideo |

## Compétition

### Classement
Le classement est établi sur le barème de points suivant : victoire à 2 points, match nul à 1, défaite à 0.
| Rang | Équipe                           | Pts | J  | G  | N | P  | Bp | Bc | Diff |
| ---- | -------------------------------- | --- | -- | -- | - | -- | -- | -- | ---- |
| 1    | Club Atlético Peñarol            | 27  | 18 | 12 | 3 | 3  | 41 | 21 | +20  |
| 2    | Club Nacional de Football T      | 27  | 18 | 12 | 3 | 3  | 48 | 21 | +27  |
| 3    | Defensor Sporting Club           | 25  | 18 | 10 | 5 | 3  | 43 | 27 | +16  |
| 4    | Montevideo Wanderers             | 19  | 18 | 7  | 5 | 6  | 32 | 31 | +1   |
| 5    | Central Español Fútbol Club      | 17  | 18 | 7  | 3 | 8  | 35 | 34 | +1   |
| 6    | Institución Atlética Sud América | 14  | 18 | 5  | 4 | 9  | 24 | 37 | -13  |
| 7    | Liverpool Fútbol Club            | 13  | 18 | 5  | 3 | 10 | 22 | 30 | -8   |
| 8    | Club Atlético River Plate        | 13  | 18 | 6  | 1 | 11 | 29 | 43 | -14  |
| 9    | Club Sportivo Miramar            | 13  | 18 | 4  | 5 | 9  | 23 | 37 | -14  |
| 10   | Racing Montevideo                | 12  | 18 | 5  | 2 | 11 | 27 | 43 | -16  |

| Légende : Qualifications et relégations | Légende : Qualifications et relégations |
| --------------------------------------- | --------------------------------------- |
|                                         | Champion d’Uruguay                      |
|                                         | Relégué en deuxième division            |
|                                         | T : Tenant du titre P : Promus          |

## Barrage pour le titre
| barrage match d’appui | Club Nacional de Football | 0-0 (ap) | Club Atlético Peñarol | Estadio Centenario                                |                                                   |
| 10 décembre 1944      | |          | | Spectateurs : 55 000 Arbitrage : Manuel Domínguez | Spectateurs : 55 000 Arbitrage : Manuel Domínguez |
| 10 décembre 1944      | Aníbal Paz ; Raúl Pini, Secundino Arrascaeta ; General Viana, Rodolfo Pini, Schubert Gambetta ; Luis Ernesto Castro, Aníbal Ciocca, Atilio García, Roberto Porta, Bibiano Zapirain. Entraîneur : Héctor Castro. | Équipes  | Roque Máspoli ; Agustín Prado, Sixto Possamai ; José Pedro Colturi, Obdulio Varela, Luis Prais ; José María Ortiz, Domingo Gelpi, Elmo Bovio, Lorenzo Pino, Ernesto Vidal. Entraîneur : Aníbal Tejada | Spectateurs : 55 000 Arbitrage : Manuel Domínguez | Spectateurs : 55 000 Arbitrage : Manuel Domínguez |

| deuxième match d'appui | Club Nacional de Football | 2-3     | Club Atlético Peñarol | Estadio Centenario                             |                                                |
| 17 décembre 1944       | Atilio García 25e 28e |         | Luis Prais 37e · Obdulio Varela 59e (pen.) · Ernesto Vidal 68e | Spectateurs : 45 000 Arbitrage : Genaro Cirilo | Spectateurs : 45 000 Arbitrage : Genaro Cirilo |
| 17 décembre 1944       | Aníbal Paz ; Raúl Pini, Secundino Arrascaeta ; General Viana, Rodolfo Pini, Schubert Gambetta ; Juan Alberto Bugallo, Aníbal Ciocca, Atilio García, Roberto Porta, Bibiano Zapirain. Entraîneur : Héctor Castro. | Équipes | Roque Máspoli ; Agustín Prado, Gerardo Spósito ; José Pedro Colturi, Obdulio Varela, Luis Prais ; José María Ortiz, Domingo Gelpi, Elmo Bovio, Lorenzo Pino, Ernesto Vidal. Entraîneur : Aníbal Tejada. | Spectateurs : 45 000 Arbitrage : Genaro Cirilo | Spectateurs : 45 000 Arbitrage : Genaro Cirilo |

## Bilan de la saison
| Championnat d'Uruguay de football 1944 |                                   |
| Champion                               | Club Atlético Peñarol (15e titre) |
| Promotions et relégations              |                                   |
| Promus en Primera División             | Rampla Juniors Fútbol Club        |
| Relégués en Intermedia                 | Racing Montevideo                 |

## Statistiques

### Meilleur buteur
1. Atilio García (Club Nacional de Football), 21 buts.